# فرودگاه روونا دل
فرودگاه روونا دل (به انگلیسی: Rowena Dell Airport) یک فرودگاه خصوصی است که یک باند فرود چمن دارد و طول باند آن ۶۰۹ متر است. این فرودگاه در کشور ایالات متحده آمریکا قرار دارد و در ارتفاع ۲۱۴ متری از سطح دریا واقع شده است.